# Mitchell van Bergen
Mitchell van Bergen, né le 27 août 1999 à Oss aux Pays-Bas, est un footballeur néerlandais qui joue au poste d'ailier droit au FC Twente.

## Biographie

### Vitesse Arnhem
Mitchell van Bergen, né le 27 août 1999 à Oss, est formé dans le club de Willem II Tilburg, mais n'y joue aucun match pro.
En 2015, il rejoint le club du Vitesse Arnhem pour un contrat de trois ans. Il fait ses débuts professionnels en championnat le 18 décembre 2015, en étant âgé de seulement 16 ans. Ce jour-là, son équipe affronte le FC Twente à domicile, dans un match que le Vitesse remporte cinq buts à un. Avec cette apparition il devient le plus jeune joueur à débuter un match d'Eredivisie pour le Vitesse.
À ses débuts, il porte le numéro 42, puis il opte pour le 16 en intégrant de manière durable l'équipe première lors de la saison 2016-2017. C'est également cette saison-là qu'il décroche son premier trophée, le Vitesse Arnhem remportant la KNVB Cup.
Il dispute son premier match de Coupe d'Europe le 23 novembre 2017, en Ligue Europa, contre la Lazio Rome. Il entre en jeu en fin de match, et son équipe parvient à faire match nul (1-1).

### SC Heerenveen
Van Bergen rejoint le SC Heerenveen à la fin du mercato estival, s'engageant pour un contrat de quatre ans. Il choisit de porter le numéro 11. Il joue son premier match sous ses nouvelles couleurs le 1er septembre 2018, sur la pelouse du VVV Venlo, rencontre qui se termine sur le score de 1-1
Le 2 décembre 2018, Van Bergen marque ses deux premiers buts avec le SC Heerenveen en championnat, sur la pelouse de son club formateur, Willem II Tilburg. Il est titulaire sur le côté droit de l'attaque et son équipe s'impose sur le score de 1-5.

### Stade de Reims
Le 27 août 2021, Mitchell van Bergen signe avec le Stade de Reims,.
Van Bergen joue son premier match pour Reims le 29 août 2021, lors d'une rencontre de championnat face au Paris Saint-Germain. Il entre en jeu à la place de Dion Lopy et son équipe s'incline (0-2 score final).

### FC Twente
Le 31 août 2023, van Bergen signe au FC Twente,.

### En sélection nationale
Van Bergen représente l'équipe des Pays-Bas des moins de 17 ans et participe notamment aux éliminatoires du championnat d'Europe des moins de 17 ans. En tout il joue cinq matchs avec cette sélection
Avec l'équipe des Pays-Bas 19 ans van Bergen participe aux éliminatoires du championnat d'Europe des moins de 19 ans.
Mitchell van Bergen joue son premier et unique match pour l'équipe des Pays-Bas espoirs le 31 mai 2019, contre le Mexique. Il entre en jeu à la place de Calvin Stengs et son équipe s'impose par cinq buts à un.

## Statistiques
| Saison                | Club                  | Championnat           | Championnat | Championnat | Coupe(s) nationale(s) | Coupe(s) nationale(s) | Compétition(s) continentale(s) | Compétition(s) continentale(s) | Compétition(s) continentale(s) | Total | Total |
| Saison                | Club                  | Division              | M.          | B.          | M.                    | B.                    | Comp.                          | M.                             | B.                             | M.    | B.    |
| 2015-2016             | Vitesse Arnhem        | Eredivisie            | 1           | 0           | -                     | -                     | -                              | -                              | -                              | 1     | 0     |
| 2016-2017             | Vitesse Arnhem        | Eredivisie            | 17          | 0           | 2                     | 0                     | -                              | -                              | -                              | 19    | 0     |
| 2017-2018             | Vitesse Arnhem        | Eredivisie            | 11          | 0           | 1                     | 0                     | C3                             | 1                              | 0                              | 13    | 0     |
| 2018-2019             | Vitesse Arnhem        | Eredivisie            | 3           | 0           | -                     | -                     | C3                             | 1                              | 0                              | 4     | 0     |
| Sous-total            | Sous-total            | Sous-total            | 32          | 0           | 3                     | 0                     | -                              | 2                              | 0                              | 37    | 0     |
| 2018-2019             | SC Heerenveen         | Eredivisie            | 30          | 7           | 3                     | 0                     | -                              | -                              | -                              | 33    | 7     |
| 2019-2020             | SC Heerenveen         | Eredivisie            | 25          | 5           | 4                     | 1                     | -                              | -                              | -                              | 29    | 6     |
| 2020-2021             | SC Heerenveen         | Eredivisie            | 32          | 4           | 4                     | 0                     | -                              | -                              | -                              | 36    | 4     |
| 2021-2022             | SC Heerenveen         | Eredivisie            | 1           | 0           | -                     | -                     | -                              | -                              | -                              | 1     | 0     |
| Sous-total            | Sous-total            | Sous-total            | 88          | 16          | 11                    | 1                     | -                              | -                              | -                              | 99    | 17    |
| 2021-2022             | Stade de Reims        | Ligue 1               | 20          | 0           | 2                     | 0                     | -                              | -                              | -                              | 22    | 0     |
| 2022-2023             | Stade de Reims        | Ligue 1               | 28          | 0           | 1                     | 0                     | -                              | -                              | -                              | 29    | 0     |
| Sous-total            | Sous-total            | Sous-total            | 48          | 0           | 3                     | 0                     | -                              | -                              | -                              | 51    | 0     |
| Total sur la carrière | Total sur la carrière | Total sur la carrière | 168         | 16          | 17                    | 1                     | -                              | 2                              | 0                              | 187   | 17    |

## Palmarès

### En club
- Vainqueur de la Coupe des Pays-Bas en 2017 avec le Vitesse Arnhem